# ジェイク・ブレンツ
ジェイコブ・スティーブン・ブレンツ（Jacob Steven Brentz, 1994年9月14日 - ）は、アメリカ合衆国ミズーリ州セントルイス郡ボールウィン出身のプロ野球選手（投手）。左投左打。MLBのカンザスシティ・ロイヤルズ所属。

## 経歴

### プロ入りとブルージェイズ傘下時代
2013年のMLBドラフト11巡目（全体325位）でトロント・ブルージェイズから指名され、プロ入り。契約後、傘下のルーキー級ガルフ・コーストリーグ・ブルージェイズでプロデビュー。9試合に登板して防御率10.57、8奪三振を記録した。
2014年もルーキー級ガルフ・コーストリーグ・ブルージェイズでプレーし、12試合（先発6試合）に登板して1勝3敗2セーブ、防御率4.08、34奪三振を記録した。
2015年はアパラチアンリーグのルーキー級ブルーフィールド・ブルージェイズでプレーした。

### マリナーズ傘下時代
2015年7月31日にマーク・ロウとのトレードで、ロブ・ラスムッセン、ニック・ウェルズと共にシアトル・マリナーズへ移籍した。移籍後は傘下のA-級エバレット・アクアソックスでプレーし、移籍前を含めた2球団合計では11試合（先発10試合）に登板して1勝2敗1セーブ、防御率4.00、30奪三振を記録した。
2016年はA-級エバレット、A級クリントン・ランバーキングス、AAA級タコマ・レイニアーズでプレーし、3球団合計で20試合（先発7試合）に登板して4勝2敗、防御率5.32、50奪三振を記録した。

### パイレーツ傘下時代
2016年9月1日、8月6日に成立したアルキメデス・カミネーロとのトレードでの後日発表選手としてペドロ・バスケスと共にピッツバーグ・パイレーツへ移籍した。この年移籍後の公式戦登板は無かった。
2017年は傘下のA+級ブレイデントン・マローダーズとAA級アルトゥーナ・カーブでプレーし、2球団合計で33試合に登板して1勝3敗2セーブ、防御率4.50、49奪三振を記録した。
2018年もA+級ブレイデントンとAA級アルトゥーナでプレーし、2球団合計で31試合に登板して0勝1敗、防御率9.92、45奪三振を記録した。
2019年はAA級アルトゥーナとAAA級インディアナポリス・インディアンスでプレーしていたが、8月16日に自由契約となった。

### ロイヤルズ時代
2019年8月20日にカンザスシティ・ロイヤルズとマイナー契約を結んだ。加入後は傘下のAA級ノースウエストアーカンソー・ナチュラルズでプレーし、移籍前を含めた3球団合計では41試合に登板して1勝1敗8セーブ、防御率4.27、59奪三振を記録した。
2020年は新型コロナウイルスの影響でマイナーリーグの試合が開催されなかったため、公式戦の登板は無かった。
2021年はシーズン開幕日の4月1日にメジャー契約を結んでアクティブ・ロースター入りすると、3日のテキサス・レンジャーズ戦でメジャーデビューを果たした。その後もリリーフ陣の一角としてチームを支え、72試合に登板して5勝2敗2セーブ16ホールド、防御率3.66を記録した。
2022年は開幕から8試合に登板したが、左肘の故障を押して登板を続けたこともあり、0勝3敗、防御率23.63という惨憺たる成績となった。6月12日に60日間の負傷者リストに入り、7月下旬にトミー・ジョン手術を受けシーズン終了となった。
2023年3月にロイヤルズと2023年が85万ドル、24年が105万ドルの条件で2年契約を結んだ。この年は前年の手術からのリハビリにシーズンの大半を費やし、8月に傘下ルーキー級ACLロイヤルズで実戦復帰。マイナーで3試合に登板したが、新たに左広背筋に肉離れを発症したため、そのままシーズン終了となった。

## 投球スタイル
| 球種           | 割合 | 平均球速 | 平均球速 | 最高球速 | 最高球速 |
| 球種           | %    | mph      | km/h     | mph      | km/h     |
| フォーシーム   | 58.4 | 96.9     | 155.9    | 100.2    | 161.3    |
| スライダー     | 27.9 | 85.2     | 137.1    | 88.8     | 142.9    |
| チェンジアップ | 12.7 | 91       | 146.4    | 93.8     | 151      |
| シンカー       | 1.1  | 97.1     | 156.3    | 98.2     | 158      |

最速100.2mph（約161.3km/h）のフォーシームが投球の6割近くを占める。変化球は、スライダーとチェンジアップを投げる。

## 詳細情報

### 年度別投手成績
| 年 度    | 球 団    | 登 板 | 先 発 | 完 投 | 完 封 | 無 四 球 | 勝 利 | 敗 戦 | セ 丨 ブ | ホ 丨 ル ド | 勝 率 | 打 者 | 投 球 回 | 被 安 打 | 被 本 塁 打 | 与 四 球 | 敬 遠 | 与 死 球 | 奪 三 振 | 暴 投 | ボ 丨 ク | 失 点 | 自 責 点 | 防 御 率 | W H I P |
| -------- | -------- | ----- | ----- | ----- | ----- | -------- | ----- | ----- | -------- | ----------- | ----- | ----- | -------- | -------- | ----------- | -------- | ----- | -------- | -------- | ----- | -------- | ----- | -------- | -------- | ------- |
| 2021     | KC       | 72    | 0     | 0     | 0     | 0        | 5     | 2     | 2        | 16          | .714  | 278   | 64.0     | 45       | 7           | 37       | 1     | 6        | 76       | 8     | 2        | 32    | 26       | 3.66     | 1.28    |
| 2022     | KC       | 8     | 0     | 0     | 0     | 0        | 0     | 3     | 0        | 2           | .000  | 38    | 5.1      | 11       | 1           | 10       | 0     | 1        | 9        | 2     | 0        | 15    | 14       | 23.63    | 3.94    |
| MLB：2年 | MLB：2年 | 80    | 0     | 0     | 0     | 0        | 5     | 5     | 2        | 18          | .500  | 316   | 69.1     | 56       | 8           | 47       | 1     | 7        | 85       | 10    | 2        | 47    | 40       | 5.19     | 1.49    |

- 2023年度シーズン終了時

### 年度別守備成績
| 年 度 | 球 団 | 投手（P） | 投手（P） | 投手（P） | 投手（P） | 投手（P） | 投手（P） |
| 年 度 | 球 団 | 試 合     | 刺 殺     | 補 殺     | 失 策     | 併 殺     | 守 備 率  |
| ----- | ----- | --------- | --------- | --------- | --------- | --------- | --------- |
| 2021  | KC    | 72        | 1         | 8         | 0         | 0         | 1.000     |
| 2022  | KC    | 8         | 0         | 0         | 0         | 0         | ----      |
| MLB   | MLB   | 80        | 1         | 8         | 0         | 0         | 1.000     |

- 2023年度シーズン終了時

### 背番号
- 59（2021年 - ）